# Ксировриси
Ксировриси (грч. Ξηρόβρυση) је насељено место у општини Кукуш у периферији Средишња Македонија, Грчка. Према попису из 2021. године било је 162 становника.
Према бугарском географу и историчару, Василу Канчову, у Ксироврисију је 1900. године живело 220 Турака. Године 1924. турско становништво је принудно исељено у Турску а на њихово место су насељене грчке избеглице. На попису из 1928. године Ксировриси је имао 279 становника. Село се раније звало Серсемли.